# Mägise
Mägise est un village de la Commune d'Ambla dans le Comté de Järva en Estonie.  Au 1er janvier 2012, il compte 36 habitants.